# François Alexandre de La Rochefoucauld

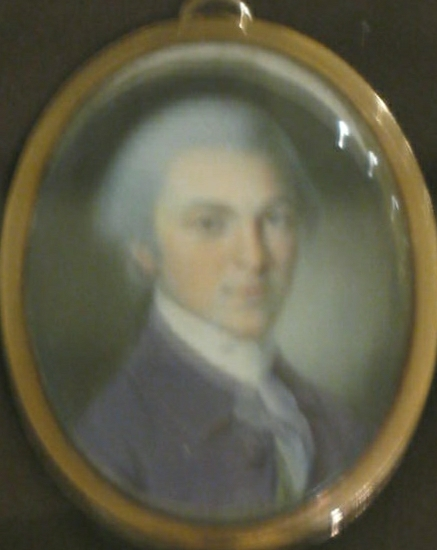
François Alexandre de La Rochefoucauld.

François Alexandre Frédéric de La Rochefoucauld, hertig av Liancourt, född 11 januari 1747, död 27 mars 1827, var en fransk filantrop och politiker.
La Rochefoucauld grundade en mönsterskola på sitt gods. 1789 blev han ledamot av nationalförsamlingen, där han anslöt sig till Feuillantklubben. Vid republikens införande 1792 gick han i landsflykt först i Storbritannien, därefter i USA. Han återvände under konsulatet 1799, och blev vid restaurationen 1814 pär. La Rochefoucauld var liberal, intresserade sig för sparbanksväsendet och bekämpade dödsstraffet. Han har bland annat skrivit Les prisons de Philadelphie (1796) och Voyage dans les États-Unis de l'Amérique fait en 1795-98 (8 band, 1799).